# Baba Yutaka
Baba Yutaka (馬場 悠 Baba Yutaka, sinh ngày 4 tháng 10 năm 1986) là một cầu thủ bóng đá người Nhật Bản. Anh thi đấu cho MIO Biwako Shiga.

## Thống kê câu lạc bộ
| Thành tích câu lạc bộ | Thành tích câu lạc bộ | Thành tích câu lạc bộ | Giải vô địch | Giải vô địch | Cúp                   | Cúp                   | Tổng cộng | Tổng cộng |
| Mùa giải              | Câu lạc bộ            | Giải vô địch          | Số trận      | Bàn thắng    | Số trận               | Bàn thắng             | Số trận   | Bàn thắng |
| Nhật Bản              | Nhật Bản              | Nhật Bản              | Giải vô địch | Giải vô địch | Cúp Hoàng đế Nhật Bản | Cúp Hoàng đế Nhật Bản | Tổng cộng | Tổng cộng |
| --------------------- | --------------------- | --------------------- | ------------ | ------------ | --------------------- | --------------------- | --------- | --------- |
| 2009                  | Fagiano Okayama       | J2 League             | 0            | 0            | 0                     | 0                     | 0         | 0         |
| 2010                  | Fagiano Okayama       | J2 League             | 2            | 0            | 0                     | 0                     | 2         | 0         |
| 2011                  | Fagiano Okayama       | J2 League             | 0            | 0            | 0                     | 0                     | 0         | 0         |
| 2011                  | Zweigen Kanazawa      | Football League       |              |              |                       |                       |           |           |
| Quốc gia              | Nhật Bản              | Nhật Bản              | 2            | 0            | 0                     | 0                     | 2         | 0         |
| Tổng                  | Tổng                  | Tổng                  | 2            | 0            | 0                     | 0                     | 2         | 0         |